# Archeohomaloplia medvedevi
Archeohomaloplia medvedevi är en skalbaggsart som beskrevs av Nikolajev 1982. Archeohomaloplia medvedevi ingår i släktet Archeohomaloplia och familjen Melolonthidae. Inga underarter finns listade.